# Amaris
Amaris(摩芮思)是一家国际化的科技技术管理咨询公司，总部在瑞士日内瓦，2017年员工人数达到3650人，在全球50个国家有65家分公司。
摩芮思为IT行业在以下5个方面提供战略和外包服务：商业和信息管理技术，信息系统，工程和高新技术领域，电信，生物和制药。. 
摩瑞思分别在2014年和2015年两次登上由Challenges杂志评选的法国最强招聘企业排行榜。
2014年摩芮思被Decideurs杂志的健康与生物制药板块评选为法国最佳咨询公司之一， 同时入围L’expansion杂志评选的国际战略扩张法国企业100强。 

## 历史
摩芮思成立于2007年，起初，是为银行部门提供咨询服务，接下来的5年成功拓展了国际网络。
2012年，摩芮思成功收购奥地利Thales信息系统，业务延伸到27个国家，同时进军云计算Qloudwise市场，奥地利的并购案，摩芮思从2012年3月份开始提供到客户云解决方案与支持服务。
2013年摩芮思以其在奥地利分公司所提供的专业化基础设施服务，成为美国跨国公司Cisco指定为其高级管理合伙人。 往后，摩芮思又成功收购了Thales SAP 在意大利的子公司（收购案于2014年早期发布） ，11月份，摩芮思首席执行官 Olivier Brourhant成为商业领袖代表团的人物之一陪同法国总统前往加拿大进行正式拜访。